# Andreas Künne
Andreas Künne (* 20. století) je německý diplomat. Od roku 2021 do srpna 2025 byl velvyslancem Spolkové republiky Německo v Česku.

## Život
Andreas Künne vstoupil do zahraniční služby v roce 1993 a od té doby zastával diplomatické pozice v Kodani, Soulu, Bruselu, Vilniusu, dále ve spolkovém kancléřství a jako politický poradce v tehdejším hlavním štábu německých ozbrojených sil.
V letech 2011 až 2015 byl vyslancem a vedoucím oddělení ekonomických a globálních záležitostí v jihoafrické Pretorii.
Poté se Künne vrátil na Spolkové ministerstvo zahraničí v Berlíně jako vedoucí referátu strategických otázek mezinárodního pořádku, záležitostí Rady bezpečnosti, Valného shromáždění, mírových misí a sankcí OSN. Od července 2018 do července 2021 byl komisařem OSN a pro boj proti terorismu v kanceláři náměstka ministra.
V srpnu 2021 byl Künne jmenován německým velvyslancem v Praze, ve funkci skončil v srpnu 2025.